# Kordun
Kordun – kraina historyczno-geograficzna w Chorwacji.

## Geografia

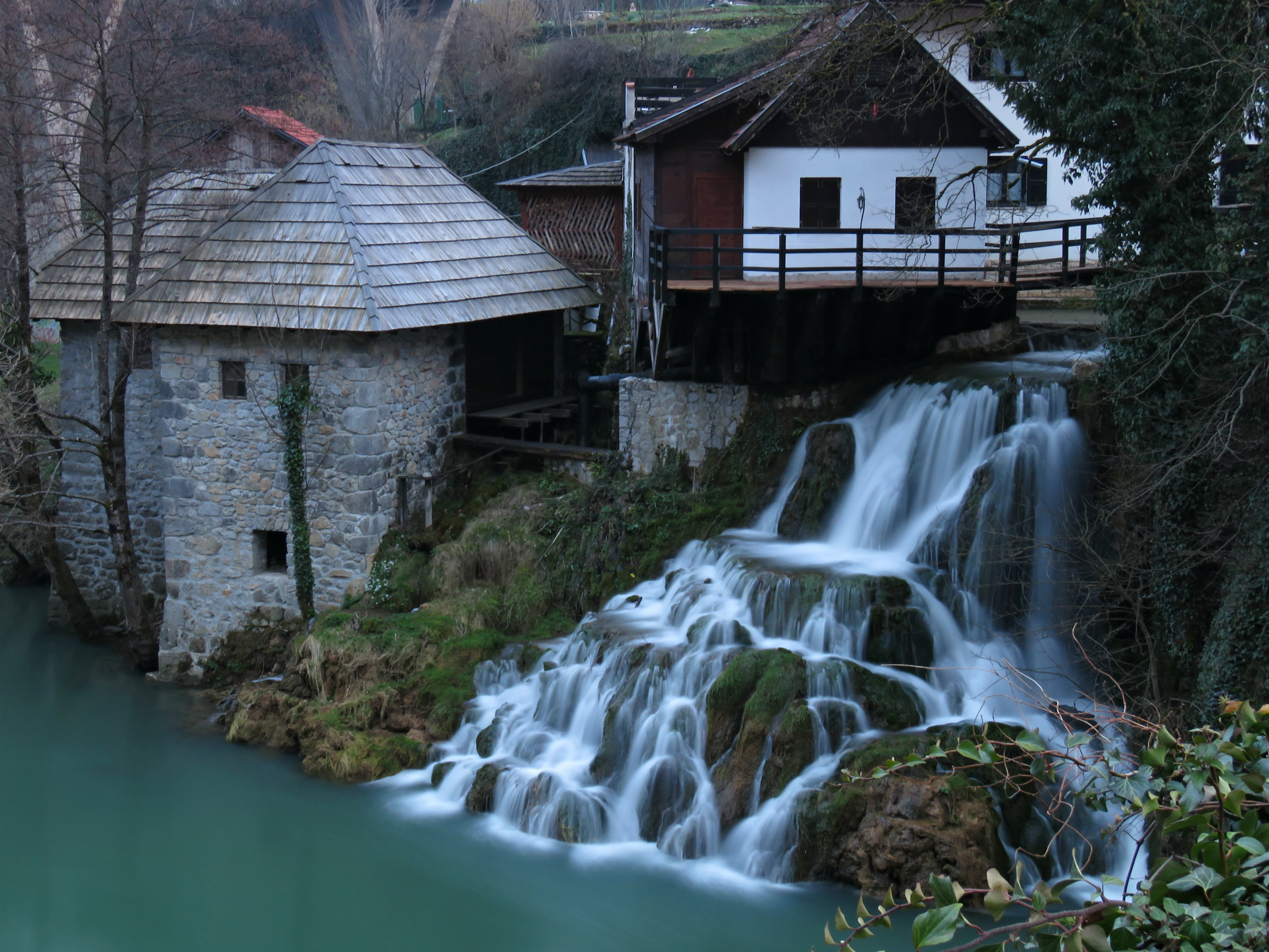
Rastoke

Kordun rozciąga się pomiędzy Malą Kapelą i Wielką Kapelą na zachodzie a Petrovą gorą na wschodzie, wzdłuż rzeki Korany. Główne wzniesienia Kordunu to Mašvina (577 m n.p.m.), Gradina (477 m n.p.m.) i Skradska gora (429 m n.p.m.). Jego obszar jest zbudowany z wapieni i dolomitów. Panuje tu klimat kontynentalny.
Kordun jest jednym z najsłabiej rozwiniętych gospodarczo regionów Chorwacji. Miejscowe rolnictwo oparte jest na uprawie zbóż i ziemniaków, sadownictwie (śliwki) oraz hodowli zwierząt. Wydobywa się tu kaolin.
Stolicą regionu jest Slunj. Inne ważniejsze miejscowości to Vojnić, Drežnik Grad, Cetingrad, Rakovica i Podmelnica. Głównym szlakiem komunikacyjnym Kordunu jest droga Karlovac – Slunj – Plitvička jezera – Karlobag.

## Historia

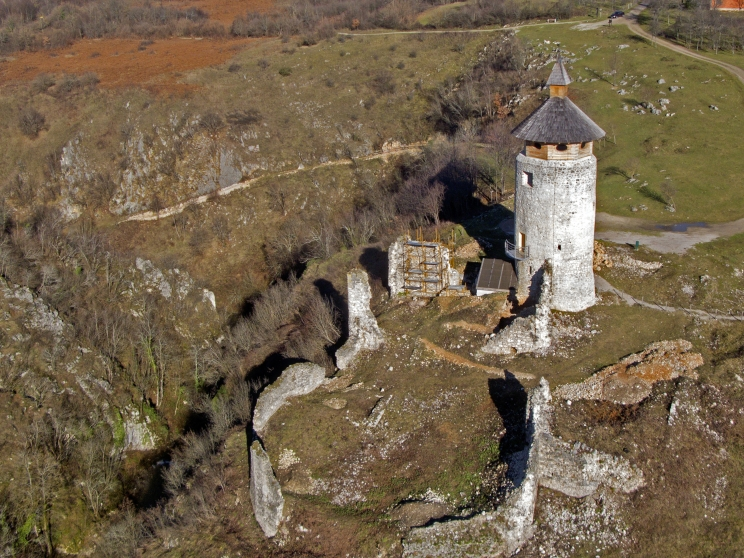
Zamek w Drežniku

Nazwa krainy ma swoje źródło w słowie „kordon”. Kordun był obszarem zmilitaryzowanym. Wzdłuż Korany funkcjonowała sieć małych fortów.
W starożytności Kordun zamieszkiwany był przez iliryjskie plemię Japodi, a następnie dostał się pod panowanie rzymskie. W średniowieczu był częścią Królestwa Chorwacji, a jego stolicą był Drežnik, który w XIV wieku został przekazany na własność rodowi Frankapanich przez króla Karola Roberta. Po przegranej Chorwatów w bitwie na Krbavskim Polu w 1493 roku obszar pomiędzy rzekami Kupą a Koraną był narażony na najazdy osmańskie. Po osmańskim podboju Krbavy i Liki w 1527 roku Kordun wraz z twierdzą w Slunju stał się obszarem granicznym. Rok wcześniej obradujący na terenie Kordunu parlament wybrał Ferdynanda I Habsburga na króla Węgier i Chorwacji.
W 1553 roku Kordun został włączony w granice Krajiny. W 1578 roku Osmanowie czasowo przejęli kontrolę nad tym obszarem. W 1584 roku armia osmańska została pokonana pod Slunjem. Od końca XVI wieku Kordun był celem migracji ludności prawosławnej z Imperium Osmańskiego.
W latach 1809–1813 region był częścią francuskich Prowincji Iliryjskich. W 1871 roku w Kordunie wybuchło powstanie narodowowyzwoleńcze, zwane „Rakovičką buną”. W 1881 roku Kordun znalazł się pod administracją cywilną i został włączony w granice Trójjedynego Królestwa Chorwacji, Slawonii i Dalmacji.
W trakcie II wojny światowej Kordun, będący częścią Niepodległego Państwa Chorwackiego, był miejscem zbrodni dokonywanych przez ustaszy oraz walk partyzanckich.
Część miejscowej ludności serbskiej opowiadała się za ideą Wielkiej Serbii. W 1991 roku, w ramach rozpadu Jugosławii, wybuchły walki chorwacko-serbskie. Stronę serbską wspierały siły Jugosłowiańskiej Armii Ludowej. Kordun został włączony w granice Republiki Serbskiej Krajiny, a miejscowa ludność chorwacka została zmuszona do migracji. W latach 1992–1995 Kordun gościł siły pokojowe ONZ. W sierpniu 1995 roku Chorwacja uzyskała kontrolę nad Kordunem i nastąpił odpływ ludności serbskiej.